# Peter Glenville
Peter Glenville (* 28. Oktober 1913 in Hampstead, London, England; † 3. Juni 1996 in New York, NY; eigentlich Peter Patrick Brabason Browne) war ein britischer Filmregisseur, Drehbuchautor, Produzent und Schauspieler.

## Leben
Peter Glenville, Sohn des irischen Schauspielers Shaun Glenville (1884–1968), begann nach der schulischen Ausbildung am Stonyhurst College in Lancashire und einem Studium der Rechtswissenschaften an der Oxford University eine Karriere als Theaterschauspieler. Er trat auf beiden Seiten des Atlantiks auf und spielte oft Liebhaberrollen. Ab 1940 wirkte er auch mehrfach als Darsteller an Filmen mit.
Obwohl als Schauspieler erfolgreich, betätigte Glenville sich seit Ende der 1940er-Jahre hauptsächlich als Regisseur. 1949 führte er bei Terence Rattigans The Browning Version erstmals am New Yorker Broadway Regie. In den 1950er und 1960er Jahren gehörte er zu den renommiertesten Theaterregisseuren am Broadway und im Londoner Westend. So erhielt er unter anderem für seine Regiearbeiten vier Nominierungen für den Tony Award.
Insgesamt führte Glenville bei sieben Filmen Regie, die sich überwiegend dem gehobenen Mainstream-Film zuordnen lassen und fast alle überwiegend gute Kritiken ernteten. 1955 trat er bei Der Gefangene mit Alec Guinness und Jack Hawkins in den Hauptrollen erstmals als Filmregisseur in Erscheinung. Glenville sollte mit Guinness erneut bei seinen letzten beiden Film-Regiearbeiten Hotel Paradiso und Die Stunde der Komödianten zusammenarbeiten. Als besonders herausragend gilt das Historiendrama Becket von 1964 mit Peter O’Toole und Richard Burton in der Hauptrollen, das zwölf Oscar-Nominierungen erhielt (darunter für die beste Regie), aber nur in der Kategorie Bestes Drehbuch die Auszeichnung gewann. Das Drehbuch von Edward Anhalt basierte auf Jean Anouilhs Theaterstück Becket oder die Ehre Gottes über den heiligen Thomas Becket. Insbesondere im deutschsprachigen Raum ist Jakobowsky und der Oberst, seine Verfilmung des Theaterstücks von Franz Werfel mit Danny Kaye und Curd Jürgens in den Hauptrollen, sehr beliebt.
Glenvilles letzte filmische Regiearbeit war 1967 die mit Richard Burton, Elizabeth Taylor und Peter Ustinov besetzte Graham-Greene-Adaptation Die Stunde der Komödianten. 1972 war er als Regisseur für die Literaturverfilmung Man of La Mancha nach Cervantes’ Don Quijote vorgesehen gewesen. Glenville wurde von United Artists jedoch durch Arthur Hiller ersetzt, nachdem er beabsichtigt hatte, auf jegliche musikalische Untermalung des Films zu verzichten. Seine letzte Arbeit als Regisseur war eine Inszenierung von Tennessee Williams’ Out Cry am Broadway, die wenig erfolgreich lief.
Glenville zog sich Anfang der 1970er-Jahre aus der Film- und Theaterbranche zurück, da der konservative Katholik zu dieser Zeit einen Linksschwenk im Kulturbereich beklagte und sich deplatziert fühlte. Er war von den 1940er-Jahren bis zu seinem Tod in einer privaten wie beruflichen Beziehung mit dem Amerikaner Hardy William Smith (1916–2001), der bei den von Glenville inszenierten Stücken oft als Produzent fungierte. Nach seinem Rückzug aus der Showbranche errichtete und betrieb Glenville ein großes Anwesen in Mexiko; er starb aber 82-jährig an einem Herzinfarkt in New York.
Der Nachlass Glenvilles befindet sich im Harry Ransom Center in Austin, Texas. 

## Filmografie

### Regie
- 1955: Der Gefangene (The Prisoner)
- 1958: Jakobowsky und der Oberst (Me and the Colonel) – nach einem Bühnenstück von Franz Werfel
- 1961: Sommer und Rauch (Summer and Smoke) – nach einem Bühnenstück von Tennessee Williams
- 1962: Spiel mit dem Schicksal (Term of Trial) – neben der Regie auch Drehbuchautor
- 1963: Becket – nach dem Bühnenstück von Jean Anouilh
- 1966: Hotel Paradiso – auch Drehbuchautor und Produzent; nach einem Bühnenstück von Maurice Desvallières und Georges Feydeau
- 1967: Die Stunde der Komödianten (The Comedians) – auch Produzent; nach einem Roman von Graham Greene

### Darsteller
- 1940: His Brother’s Keeper – Regie: Roy William Neill
- 1940: Return to Yesterday – Regie: Robert Stevenson
- 1940: Two for Danger – Regie: George King
- 1942: Uncensored – Regie: Anthony Asquith
- 1944: Heaven Is Round the Corner – Regie: Maclean Rogers
- 1944: Madonna der sieben Monde (Madonna of the Seven Moons) – Regie: Arthur Crabtree
- 1948: Tanz in den Abgrund (Good-Time Girl) – Regie: David MacDonald
- 1958: Jakobowsky und der Oberst (Me and the Colonel) – eigener Film, kleine Gastrolle
- 1966: Hotel Paradiso – eigener Film, kleine Gastrolle